# Коровка (приток Пожвы)
Коровка — река в России, протекает по территории Сапожковского района Рязанской области.

## География и гидрология
Устье реки находится в 20 км от устья реки Пожвы по левому берегу, напротив деревни Березники. На реке расположено одноимённое село Коровка. Длина реки составляет 10 км, площадь водосборного бассейна — 50 км².

## Притоки
Имеет несколько притоков: Путениловка, Первый Бычок, Второй Бычок.

## Данные водного реестра
По данным государственного водного реестра России относится к Окскому бассейновому округу, водохозяйственный участок реки — Ока от города Рязань до водомерного поста у села Копоново, без реки Проня, речной подбассейн реки — бассейны притоков Оки до впадения Мокши. Речной бассейн реки — Ока.
Код объекта в государственном водном реестре — 09010102212110000026055.